# Rallye Großbritannien 1973
Die 29. Rallye Großbritannien (auch RAC Rally und später Wales Rally genannt) war der 12. Lauf zur Rallye-Weltmeisterschaft 1973. Sie fand vom 17. bis zum 21. November in der Region von York statt. Von 80 geplanten Wertungsprüfungen wurden 10 abgesagt.

## Klassifikationen

### Endergebnis
| Rang | Fahrer               | Co-Pilot          | Auto                     | Zeit (Std./Min./Sek.) | Rückstand Sieger(Min./Sek.) Rückstand V (Min./Sek.) |
| ---- | -------------------- | ----------------- | ------------------------ | --------------------- | --------------------------------------------------- |
| 1    | Timo Mäkinen         | Henry Liddon      | Ford Escort RS1600       | 6:47:08               | 00:00                                               |
| 2    | Roger Clark          | Tony Mason        | Ford Escort RS1600       | 6:52:23               | 05:15                                               |
| 3    | Markku Alén          | Ilkka Kivimäki    | Ford Escort RS1600       | 6:55:26               | 08:18 03:03                                         |
| 4    | Per-Inge Walfridsson | John Jensen       | Volvo 142 S              | 7:01:13               | 14:05 05:47                                         |
| 5    | Jean-Pierre Nicolas  | Claude Roure      | Alpine-Renault A110 1800 | 7:03:08               | 16:00 01:55                                         |
| 6    | Gunnar Blomqvist     | Ingelöv Blomqvist | Opel Ascona              | 7:05:44               | 18:36 02:36                                         |
| 7    | Björn Waldegård      | Hans Thorzelius   | BMW 2002                 | 7:06:14               | 19:06 00:30                                         |
| 8    | Lars Carlsson        | Peter Petersen    | Opel Ascona              | 7:09:19               | 22:11 03:05                                         |
| 9    | Tony Fowkes          | Bryan Harris      | Ford Escort RS 1600 MKI  | 7:09:46               | 22:38 00:27                                         |
| 10   | Sergio Barbasio      | Gino Macaluso     | Fiat 124 Abarth Rallye   | 7:10:14               | 23:06 00:28                                         |

Insgesamt wurden 91 von 198 gemeldeten Fahrzeuge klassiert.

### Herstellerwertung
| Pos. | Team           | Punkte |
| ---- | -------------- | ------ |
| 1    | Alpine Renault | 135    |
| 2    | Fiat           | 84     |
| 3    | Ford           | 66     |
| 4    | Volvo          | 44     |
| 5    | Saab           | 42     |

Die Fahrer-Weltmeisterschaft wurde erst ab 1979 ausgeschrieben.